# Estados Unidos nos Jogos Olímpicos de Verão de 2000
Os Estados Unidos participaram dos Jogos Olímpicos de Verão de 2000 em Sydney, Austrália.